# Magyar palka
A magyar palka (Cyperus pannonicus) a perjevirágúak (Poales) rendjébe sorolt a palkafélék (Cyperceae) családjának egyik legismertebb faja.

## Származása, elterjedése
Eurázsia mérsékelt, illetve meleg mérsékelt éghajlatú részein sokfelé előfordul. Magyarországon a Nagyalföld szikeseire egykor általánosan jellemző volt. A Kiskunságban két-három helyen helyenként ma is tömeges; a Hortobágyról valószínűleg kipusztult.
Elegyfajként ismert a Balaton-környéki iszaptársulásokból. Nedves réteken, nedves, szikes legelőkön vagy felszíni tőzegeken helyenként tömeges.

## Megjelenése, felépítése
30–35 cm-es magasságával, a hozzá hasonlóan tarackos aljfüvek közül kissé kiemelkedik. 1–2 mm széles lomblevélkéi kemények, felállóak.
Hosszúkás tojásdad, lándzsás, gesztenyebarna virágfüzérkéi minden egyes ízüknél megtörnek, elhajlanak. A törékeny füzérkéket fellevelek fogják közre.

## Életmódja, termőhelye
Egynyári. A padkás szikesek, szikes tavak iszap- és vakszik növényzetének jellegzetes faja, főleg a nyáron leapadó szikes tavak fenekén. A szikes tavaknak a víztükörrel közvetlenül érintkező, szabaddá váló iszapos parti zónájában kialakuló társulásokat összefoglaló szikes iszapnövényzet (Cypero-Spergularion salinae Slavnić 1948) társuláscsoport egyik növénytársulásában állományalkotóvá szaporodik — a magyar palkás (Acorelletum pannonici). Magyarországon endemikus.

## Felhasználása
Tápláló füzérvirágzata és lomblevélkéi miatt aljfüveivel együtt a juhlegelők tápláléknövénye.